# Spiders de San José
Les Spiders de San José (en anglais : San Jose Spiders) sont un club franchisé de basket-ball féminin de la ville de San José (Californie), appartenant à la NWBL.

## Entraîneurs successifs
- ? - ? :  Fred Chmiel